# Per Sonerud
Per Sonerud (Skjeberg, 15 augustus 1915 – 28 maart 1993) was een Noorse politicus van de Conservatieve Partij van Noorwegen. 
Sonerud werd geboren in Skjeberg en bekleedde tussen 1959 en 1975 diverse functies in de gemeenteraad van Sarpsborg.
In 1965 werd hij verkozen in het Noorse Parlement van Østfold, maar werd in 1969 niet herkozen.